# Melanophthalma angulicollis
Melanophthalma angulicollis is een keversoort uit de familie schimmelkevers (Latridiidae). De wetenschappelijke naam van de soort werd in 1866 gepubliceerd door Viktor Ivanovitsj Motsjoelski.